# میان‌رود (خرم‌آباد)
میان رود روستایی است از توابع بخش کوهستان شهرستان تنکابن در استان مازندران ایران. این روستا تا آبانماه سال ۱۳۹۹ خورشیدی، از توابع بخش خرم‌آباد شهرستان تنکابن به شمار می آمد.